# Ghettos juifs pendant la Seconde Guerre mondiale
Les ghettos juifs de la Seconde Guerre mondiale sont des ghettos mis en place en Europe occupée par le régime nazi dès l'invasion de la Pologne en 1939, afin de confiner, contrôler et exploiter les Juifs, et parfois les Roms, dans des quartiers de taille variable. Dans les documents allemands et la signalisation à l'entrée des ghettos, les nazis les appelaient généralement Jüdischer Wohnbezirk ou Wohngebiet der Juden, qui se traduisent tous deux par « quartier juif ». Il existait plusieurs types de ghettos distincts, notamment les ghettos ouverts, fermés, de travail, de transit et de destruction, tels que définis par les historiens de l'Holocauste. Dans un certain nombre de cas, ils furent le lieu de la résistance souterraine juive contre l'oppression nazie, connue collectivement sous le nom de soulèvements de ghettos.

## Histoire

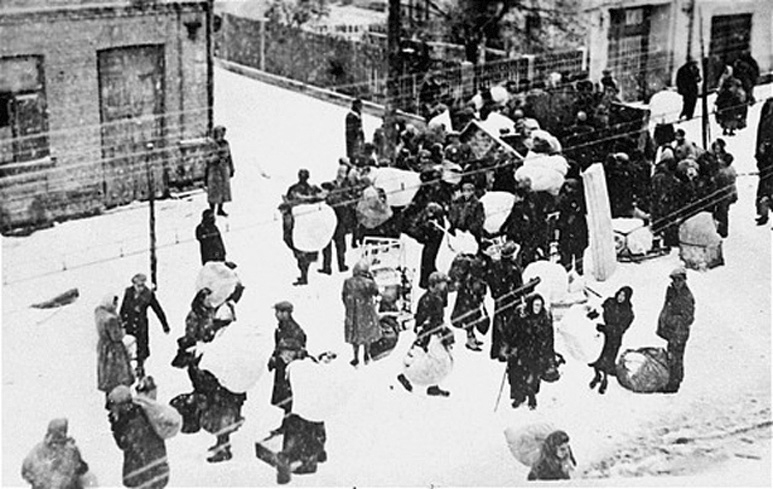
Juifs forcés d'entrer dans le nouveau ghetto de Grodno dans le Bezirk Bialystok, en novembre 1941.

Les premières mesures anti-juives ont été adoptées en Allemagne avec le début du nazisme, sans la planification réelle de la ghettoïsation pour les Juifs allemands qui fut rejetée dans la période post-Kristallnacht. Cependant, peu de temps après l'invasion allemande de la Pologne en 1939, les nazis commencèrent à désigner certaines zones des grandes villes polonaises comme exclusivement juives et, en quelques semaines, se lancèrent dans un programme massif de déracinement des Juifs polonais de leurs maisons et de leurs entreprises en les expulsant de force. Les communautés juives entières furent systématiquement déportées par train dans ces zones fermées, en utilisant les bataillons de police de l'Ordre, premièrement dans le Reichsgaue, puis dans tout le territoire du Gouvernement général de Pologne.
Le premier ghetto de la Seconde Guerre mondiale fut établi le 8 octobre 1939 à Piotrków Trybunalski (38 jours après l'invasion), suivi du ghetto de Tuliszków en décembre 1939. Le premier grand ghetto métropolitain connu sous le nom de ghetto de Łódź (Litzmannstadt) les a suivis en avril 1940, et le ghetto de Varsovie en octobre. La plupart des ghettos juifs furent créés en 1940 et 1941. Par la suite, de nombreux ghettos furent coupés de l'extérieur, clos de murs en maçonnerie ou de barbelés. Dans le cas des ghettos fermés, tout Juif trouvé en train de sortir pouvait être fusillé. Le ghetto de Varsovie, situé au cœur de la ville, était le plus grand ghetto de l'Europe occupée, avec plus de 400 000 Juifs entassés sur une superficie de 3,4 kilomètres carrés, suivi par le ghetto de Łódź, avec environ 160 000 personnes.
Après le début de l’opération Barbarossa en juin 1941, les territoires soviétiques d'Europe de l'Est passent sous domination nazie, au sein du Reichskommissariat Ostland au Nord et du Reichskommissariat Ukraine au Sud. Des ghettos juifs y sont également créés, cette fois avec pour but premier l'extermination des Juifs dans le cadre de la Solution finale : les ghettos visent à rassembler la population juive, préalablement à son élimination.
Selon les archives du musée commémoratif de l'Holocauste des États-Unis, il y avait au moins 1 000 ghettos de ce type en Pologne et en Union soviétique occupées, dont 352 (répertoriés) en Biélorussie, 41 en Russie et 440 en Ukraine.
En Italie, le ghetto d'Iseo est rétabli par l'Allemagne nazie. Le 16 octobre 1943, 1 249 Juifs sont raflés dans le ghetto et la ville de Rome. Ils sont déportés dans le camp d'extermination d'Auschwitz. Seuls seize en reviennent, dont aucun enfant. Ces rafles se reproduisent dans d'autres ghettos italiens. Plusieurs camps de transit ou de concentration sont créés en Italie afin de regrouper les Juifs arrêtés dans le pays : il s'agit des camps de Borgo San Dalmazzo, Fossoli, Risiera di San Sabba à Trieste et celui de Bolzano.

## Conditions de vie
Les ghettos d'Europe de l'Est variaient dans leur taille, leur étendue et leurs conditions de vie. Les conditions dans les ghettos étaient généralement très dures. À Varsovie, les Juifs, représentant 30 % de la population totale de la ville, furent contraints de vivre dans 2,4 % de sa superficie, soit une densité de 7,2 personnes par pièce. Dans le ghetto d'Odrzywół, 700 personnes vivaient dans une zone précédemment occupée par cinq familles, entre 12 et 30 par chambre. Interdites de sortir du ghetto, elles durent donc compter sur la contrebande et les rations de famine fournies par les nazis : à Varsovie, c'était 1,060 kJ (253 kcal) par personne, contre 2,800 kJ (669 kcal) par Polonais non juif et 10,930 kJ (2 613 kcal) par Allemand. Avec la surpopulation, le régime alimentaire de famine et l'assainissement insuffisant (couplé au manque de fournitures médicales), les épidémies de maladies infectieuses devinrent une caractéristique majeure de la vie des ghettos. Dans le ghetto de Łódź, quelque 43 800 personnes moururent de causes « naturelles », 76 000 dans le ghetto de Varsovie avant juillet 1942.

## Types de ghettos

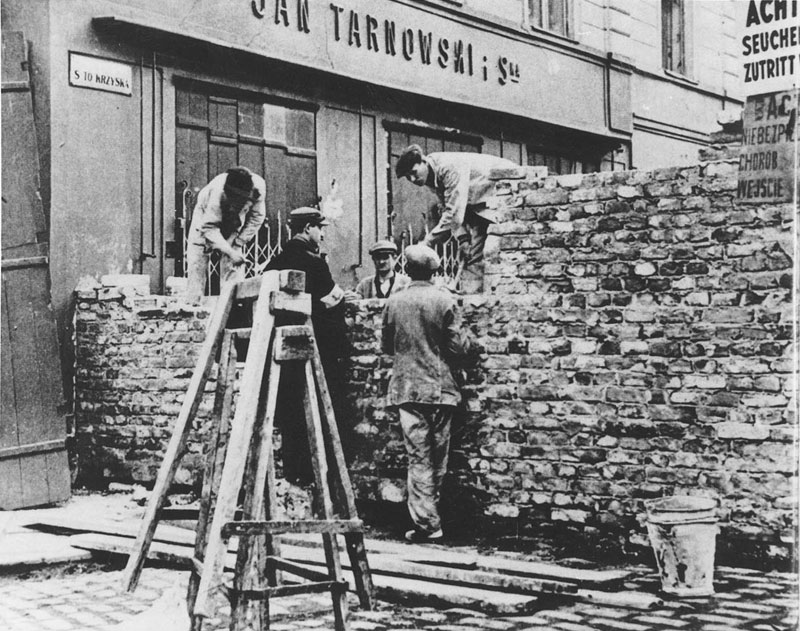
Ghetto de Varsovie ; mur en brique de la rue Świętokrzyska (vue du « côté aryen » de Marszałkowska)

Pour éviter tout contact non autorisé entre les populations juive et non juive, des bataillons de la police de l'ordre allemand furent affectés à patrouiller le périmètre. Dans chaque ghetto, une force de police juive du ghetto fut créée pour s'assurer qu'aucun prisonnier ne tente de s'échapper et pour mettre en œuvre les ordres allemands (travail forcé, etc.). En termes généraux, il y avait trois types de ghettos gérés par l'administration nazie.
- Les ghettos ouverts n'avaient pas de murs ou de clôtures et existaient principalement aux premiers stades de la Seconde Guerre mondiale en Pologne occupée et en Union soviétique occupée, mais aussi dans la province de Transnistrie en Ukraine occupée et administrée par les autorités roumaines. Il y avait de sévères restrictions à leur entrée et à leur sortie[10].
- Les ghettos fermés ou scellés étaient situés principalement en Pologne occupée. Ils étaient entourés de murs de briques, de clôtures ou de barbelés tendus entre des poteaux. Les Juifs n'étaient autorisés à vivre dans aucune autre région sous la menace de la peine capitale. Dans les ghettos fermés, les conditions de vie étaient très précaires. Les quartiers étaient extrêmement bondés et insalubres. La famine, les pénuries chroniques de nourriture, le manque de chaleur en hiver et des services municipaux inadéquats conduisit à de fréquentes épidémies telles que la dysenterie et le typhus et à un taux de mortalité élevé[13]. La plupart des ghettos nazis étaient de ce type particulier.
- Les ghettos de destruction ou d'extermination ont existé dans les derniers stades de l'Holocauste, pendant deux à six semaines seulement, en Union soviétique occupée (en particulier en Lituanie et en Ukraine), en Hongrie et en Pologne occupée. Ils étaient hermétiquement fermés. La population juive y fut emprisonnée uniquement pour être déportée ou emmenée hors de la ville et fusillée par les escadrons allemands, souvent avec l'aide de bataillons de la police auxiliaire collaborationniste locale.

### Côté aryen
Les parties d'une ville à l'extérieur des murs du quartier juif étaient appelées « aryennes ». Par exemple, à Varsovie, la ville était divisée en quartiers juif, polonais et allemand. Ceux qui vivaient à l'extérieur du ghetto devaient avoir des papiers d'identité prouvant qu'ils n'étaient pas juifs (aucun de leurs grands-parents n'était membre de la communauté juive), comme un certificat de baptême. Ces documents étaient parfois appelés « papiers chrétiens » ou « papiers aryens ». Le clergé catholique polonais forgea massivement des certificats de baptême qui furent donnés aux juifs par le mouvement de résistance polonais dominant, l'armée de l'Intérieur (Armia Krajowa, ou AK). Tout Polonais reconnu par les Allemands comme apportant de l'aide à un Juif était passible de la peine de mort (en).

## Liquidation

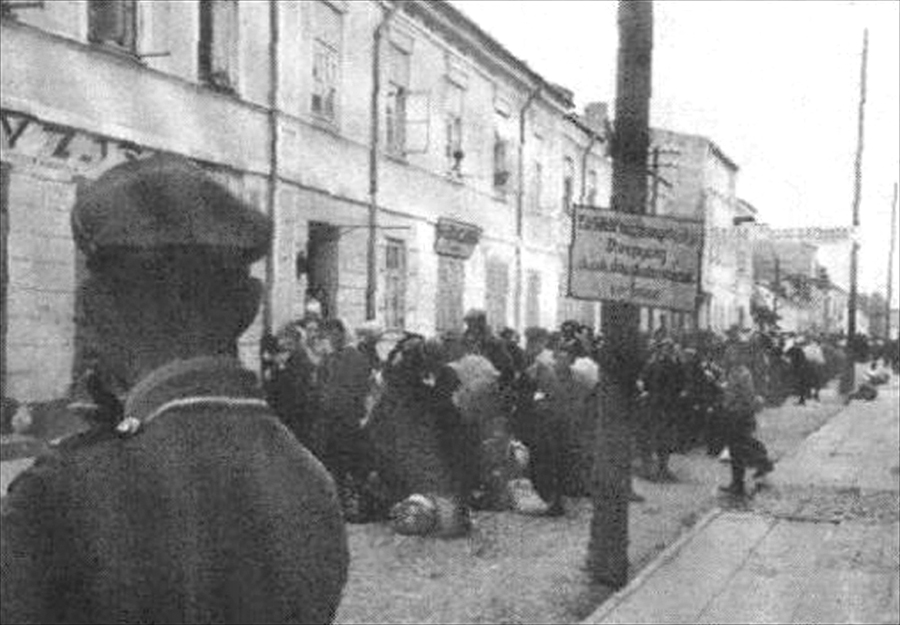
Déportation vers un camp d'extermination lors de la liquidation du ghetto de Biała Podlaska menée par le bataillon 101 de la police de réserve en 1942.

En 1942, les nazis ont lancé l'opération Reinhard, la déportation systématique des Juifs vers les camps d'extermination. Les autorités nazies de toute l'Europe déportèrent des Juifs vers des ghettos d'Europe de l'Est ou le plus souvent directement vers des camps d'extermination construits par l'Allemagne nazie en Pologne occupée. Près de 300 000 personnes furent déportées du seul ghetto de Varsovie à Treblinka en 52 jours. Dans certains ghettos, des organisations de résistance locales organisèrent des soulèvements de ghetto. Aucun n'a réussi et les populations juives des ghettos furent quasi-systématiquement entièrement tuées. Le 21 juin 1943, Heinrich Himmler émit l'ordre de liquider tous les ghettos et de transférer les habitants juifs restants vers des camps de concentration. Quelques ghettos furent redésignés comme camps de concentration et existèrent jusqu'en 1944.